# Halichoeres bivittatus

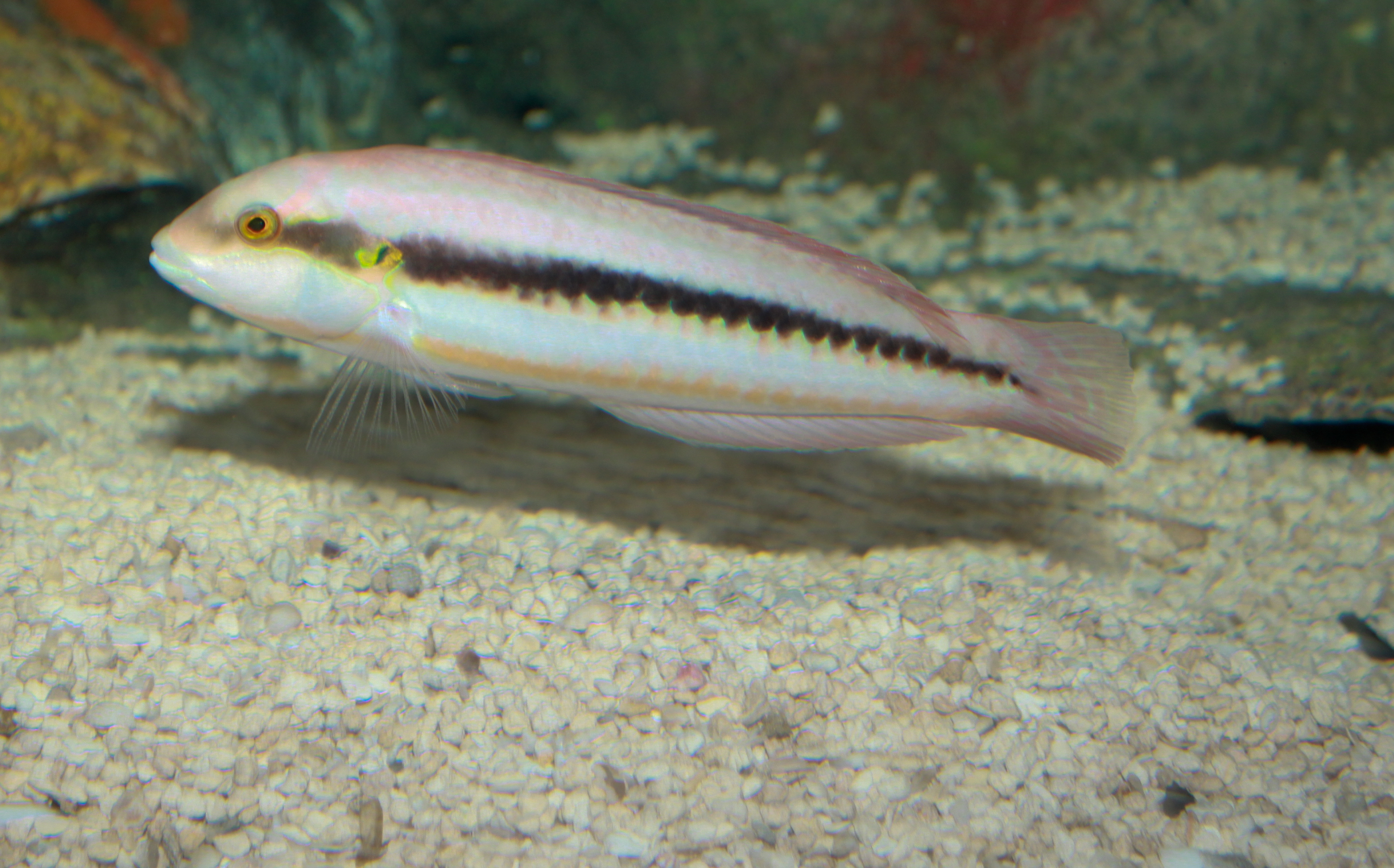
Esemplare quasi adulto

Halichoeres bivittatus (Bloch, 1791) è un pesce di acqua salata appartenente alla famiglia Labridae.

## Habitat e Distribuzione
Proviene dalle barriere coralline dell'ovest dell'Atlantico. I luoghi dove è stato localizzato sono: le coste del Brasile, il Golfo del Messico, Bermuda e Stati Uniti, soprattutto sulle coste del Carolina del Nord. Vive nelle zone con fondo roccioso, raramente nelle zone ricche di vegetazione acquatica ad una profondità tra 1 e 15 m.

## Descrizione
Presenta un corpo molto allungato e leggermente compresso ai lati; la testa è appuntita con gli occhi mediamente grandi. Non supera i 35 cm.
La livrea varia abbastanza durante la vita del pesce: gli esemplari più giovani sono chiari, a volte quasi bianchi, con una linea orizzontale nera che attraversa tutto il corpo passando dall'occhio e terminando sul peduncolo caudale. Le pinne sono trasparenti; la pinna caudale ha una forma arrotondata, mentre la pinna dorsale e la pinna anale sono basse e lunghe. Durante la crescita del pesce si forma anche un'altra striscia orizzontale, ma giallastra e sul ventre.
I maschi adulti tendono al verdastro e possono presentare piccole macchie rosse sulla testa e sulla pinna caudale.

## Biologia

### Alimentazione
Ha una dieta varia, prevalentemente carnivora che comprende sia pesci ossei più piccoli che vari invertebrati acquatici come molluschi chitoni, bivalvi e gasteropodi (per esempio molluschi del genere Bulla), crostacei come gamberi, granchi e stomatopodi, vermi, in particolare policheti, ed echinodermi come ricci di mare e stelle marine (Ophioderma, Ophiothrix).

### Riproduzione
È oviparo e la fecondazione è esterna. È un pesce ermafrodita, che cambia sesso intorno ai 30 cm di lunghezza. Gli esemplari più grossi sono maschi. Questi ultimi durante l'allevamento sono territoriali e il loro territorio viene denominato "lek".

## Conservazione
Questa specie è stata classificata come "a rischio minimo" (LC) dalla lista rossa IUCN perché nonostante si sappia ancora poco sulla sua diffusione non è minacciata da particolari pericoli.